# Elko, Nevada
Elko är en stad (city) i Elko County i delstaten Nevada i USA. Staden hade 20 564 invånare, på en yta av 46,22 km² (2020). Elko är administrativ huvudort (county seat) i Elko County.

## Geografi
Elko är ett regionalt centrum i det glesbefolkade nordöstra Nevada, och den största staden på över 200 kilometer i alla riktningar.

## Ekonomi
Stadens ekonomi baseras i huvudsak på guldbrytning, boskapsskötsel och turism. På grund av det stora beroendet av guldexport har stadens ekonomiska cykler traditionellt varit starkt sammankopplade med guldpriset. Idag finns dock många övergivna gruvor runt om staden, och att besöka dem är en populär lokal aktivitet.

## Kultur
Staden är känd för sina kasinon, festivaler och legala bordeller.